# Robin Davey
Pour les articles homonymes, voir Davey.
Robin Davey, né le 29 décembre 1975 à St Austell en Angleterre, est un musicien britannique de rock indépendant et de blues. Multi-instrumentiste, il joue essentiellement de la guitare et de la basse. Il est également producteur de musique, réalisateur de clips et de documentaires, photographe et écrit sur internet des articles au sujet de l'industrie musicale. 
Il est membre de plusieurs groupes musicaux (The Hoax, The Davey Brothers, The Bastard Fairies, Well Hung Heart, DVL et Beaux Gris Gris and The Apocalypse).

## The Hoax et The Davey Brothers
Robin Davey est un des fondateurs du groupe britannique de blues The Hoax avec son frère Jesse, Jon Amor, Mark Barrett et le chanteur Hugh Coltman en 1991. Il y joue de la basse. Le premier album, Sound Like This, sorti en 1994 et produit par Mike Vernon est encensé par la critique. Le magazine Q compare le groupe aux Yardbirds et aux Rolling Stones.
The Hoax se sépare en 1999 après avoir sorti quatre albums.
Robin continue de jouer avec son frère Jesse, sous le nom de The Davey Brothers. Le duo ne sort qu'un seul album, Monkey Number 9, tandis qu'une chanson, Heart Go Faster, figure sur la bande originale du film Lara Croft : Tomb Raider, le berceau de la vie en 2003.

## The Bastard Fairies
En 2005, Robin Davey démarre un nouveau projet, The Bastard Fairies, avec l'artiste amérindienne Yellow Thunder Woman (traduction en anglais de Wakinyan Zi Win, son nom indien non reconnu par l’état civil américain) qui est peintre et chanteuse.
En 2006, Robin Davey et Yellow Thunder Woman réalisent le film documentaire The Canary Effect, au sujet des conséquences néfastes de la politique menée par les dirigeants américains envers les populations amérindiennes des États-Unis. Le film sera primé au Traverse City Film Festival fondé par Michael Moore. 

La même année le groupe poste sur YouTube une vidéo qui allait créer une polémique. Intitulée The Coolest 8 Year Old In The World Talks About O'Reilly, elle montre une enfant de 8 ans (en réalité une comédienne) parlant de politique, de religion et s’en prenant au journaliste Bill O'Reilly. Ce dernier, ignorant qu’il s’agit d’une vidéo promotionnelle,  s’indigne, pensant qu’on a forcé l’enfant, et  en parle dans son émission The O'Reilly Factor avec une avocate spécialisée dans la maltraitance sur mineur.

À la suite de l’émission, le groupe clarifiera les choses avec un message qui accompagne désormais la vidéo, précisant qu’il s’agit d’une jeune actrice interprétant un rôle.

Cette affaire contribue à la notoriété du groupe, un buzz important se crée dans la blogosphère américaine, la vidéo dépasse rapidement le million de vues et le nombre d’abonnements à la chaîne vidéo de The Bastard Fairies explose.
En 2007, The Bastard Fairies proposent leur premier album auto produit, Memento Mori, en téléchargement gratuit depuis le site officiel du groupe. Une version augmentée de cinq titres (soit 17 au lieu de 12) sort dans le commerce.
Un livre de photographies réalisées par Robin Davey avec pour modèle Yellow Thunder Woman est publié en 2009. On y trouve également des textes des chansons de l’album Memento Mori.
En 2010 un nouveau titre sort en single, Dirty Sexy Kill Kill, disponible une nouvelle fois en téléchargement gratuit. Il précède le EP 6 titres Man Made Monster. En fin d'année sort un nouveau EP, The Jesus Song and Other Stocking Fillers, comprenant 4 titres dont une reprise des Talking Heads, Road to Nowhere.

## Reformation de The Hoax, formation de Well Hung Heart
En 2009, The Hoax s'est reformé et a entrepris une tournée en Europe à laquelle Robin Davey a participé. Un album live et un DVD sortent comme témoignage scénique l'année suivante, tandis qu'un album inédit de The Davey Brothers, Wolfbox, voit le jour.
En outre, fin 2010, Robin Davey annonce la création du groupe de rock Well Hung Heart avec la chanteuse américaine Greta Valenti. Cette dernière chantait auparavant dans un groupe nommé Fuji Minx et jouait sur scène avec The Bastard Fairies. Elle épousera Robin Davey quelques mois plus tard.
Well Hung Heart a sorti deux albums, en 2013 et en 2014, plusieurs singles dont une reprise de The Power of Love de Huey Lewis and the News, et donné de nombreux concerts aux États-Unis ainsi qu'en Europe, notamment en première partie de The Hoax au Royaume-Uni, donnant l'occasion à Robin Davey de jouer avec deux formations lors d'un même concert.
The Hoax a également sorti deux albums studio dans le même temps.

## DVL et Beaux Gris Gris and The Apocalypse
En 2016 Robin Davey forme avec deux musiciens de The Hoax, Jon Amor et Mark Barrett, et le chanteur harmoniciste Guy Forsyth, le projet DVL pour rendre un hommage scénique au groupe de blues rock américain The Red Devils (en) et son chanteur Lester Butler. DVL sort un album live intitulé Diablo en 2016.
Parallèlement, le musicien fonde avec Greta Valenti un autre groupe influencé par le style blues folk de La Nouvelle-Orléans, Beaux Gris Gris and The Apocalypse, auquel participe également Mark Barrett. Après un EP de reprises paru en 2017, un album intitulé Love & Murder sort en 2018. 

## Discographie

### The Hoax
- 1994 - Sound Like This
- 1996 – Unpossible
- 1997 – Humdinger
- 1999 – Live Forever
- 2010 - 2010 A Blues Odessey (CD et DVD live)
- 2013 - Big City Blues
- 2014 - Recession Blues - A Tribute to BB King

### The Davey Brothers
- 2003 - Monkey Number 9
- 2010 - Wolfbox

### The Bastard Fairies
- 2007 - Memento Mori (album, CD et téléchargement)
- 2010 - Memento Mori Bonus Track EP  (EP 5 titres, CD et téléchargement)
- 2010 - A Venomous Tale (Alternate Version) (single, téléchargement)
- 2010 - Dirty Sexy Kill Kill (single, téléchargement)
- 2010 - Man Made Monster (EP 6 titres, CD et téléchargement)
- 2010 - The Jesus Song and Other Stocking Fillers (EP 4 titres, téléchargement)

### Well Hung Heart
- 2011 - The State of America (EP 5 titres)
- 2013 - Young Enough To Know It All
- 2014 - Go Forth And Multiply
- 2016 - Live from Hybrid (EP live 5 titres)

### DVL
- 2016 - Diablo (album live)

### Beaux Gris Gris and The Apocalypse
- 2017 - The Appetizer (EP 4 titres)
- 2018 - Love & Murder